# Чошу (феудална област)
Чошу (јап. 長州藩 „Chōshū han“) је један од бивших феудалних области у Јапану током Едо периода (1603–1867). Простирала се на месту која се данас назива Префектура Јамагучи. Главни град је Хаги. Име Чошу настало је као скраћеница за тадашњу Нагато провинцију. Област је имала важну улогу у догађајима касног Токугава шогуната и Меиџи обнове. Понекад се назива и област Хаги (Хаги хан).

## Историја
Владари Чошуа били су пореклом од генерала Мори Мотонарија из Сенгоку периода. Мотонари је успео да прошири свој утицај на целу Чугоку регију и окупира територију вредну 1.200.000 кокуа, а након што је он умро, његов унук и наследник Мори Терумото постаје даимјо и прави алијансу са Тојотоми Хидеошијем. Ова алијанса ће се показати као велика грешка јер након Хидејошијеве смрти и битке код Сегихаре, Токугава Ијејасу оспорава Хидејошијеву моћ и полако преузима све његове територије. Мори Терутомо био је најмоћнији савезник Тојотоми Хидеошија и вођа војске Мори клана али губи неколико значајних битака и све то због неколико битних фактора:
- Његов рођак Кикава Хироие тајно прави договор са Токугава Ијејасуом па је 15.000 Мори војника изостало из битке.
- Његов усвојени син Кобајава Хидеаки и његових 15.600 војника издало је Ишиду (вођу снага Тојотоми клана) и приступило Токугавиној страни.
- После убеђивања од стране Токугаве Ијејасуа, Терумото је предао замак Осака без борбе.

Упркос уступцима у борбама, Мори клан је склоњен из Акија, свог места порекла и пресељен у Нагато провинцију (у будућности познат и као Чошу) док им је издржавање драстично смањено са 1.200.000 до 369.000 кокуа.
Ово је виђено као велики чин издаје према Мори клану па ће Чошу касније постати главна област за анти-Токугава покрете. То се најбоље види у чињеници да је клану сваке нове године било у традицији да старешине питају даимјоа да ли је дошло време да шогунат збаце на шта би даимјо обично одговарао „Не још, шогунат је и даље превише снажан“.
Овај сан коначно постаје јава после 260 година владавине Токугава шогуна када је Чошу удружио снаге са округом Сацума стварајући Сатчо алијансу. Чошу је такође водио борбе притив свих армија бившег шогуна укључујући и Северну алијансу, Аизу, и на крају снаге Езо републике током Бошин рата. Снаге округа од 1867. до 1869. године биле су сам срж Јапанске царске војске. Захваљујући Сатчо алијанси, Чошу и Сацума уживали су у високим позицијама политичким и друштвеним усмерењима током Меиџи и Таишо периода.

## Економија
Одлука да се финансирање округа смањи са 1,2 милиона до 369.000 кокуа резултирало је великим мањком и недостатком за издржавање и модернизовање војних снага, обнову инфраструктуре и других трошкова али без обзира на то, Чошу је остала седма по величини области на коју не утиче шогунска власт. Да би изашли из дугова и побољшали финансијску ситуацију област Чошу је урадио следеће:
- Смањио доприносе самурајима.
- Плаћао у пиринчу и роби.
- Охрабривао друге касте да се баве пољопривредом.

Раније, као резултат високих пореза, земљорадници су правили и обрађивали поља високо у планинама правећи приватну резерву. Када се то открило, поља су опорезивана а хан је увео строгу контролу на трговину.
Закони су се доносили у циљу добијања профита на „четири бела производа“ која су строго контролисана: папир, пиринач, со и восак а део профита и прикупљеног пореза одлазило је у касу области.
Оваква политика оснажила је финансијску ситуацију хана дозволивши даимјоу већу контролу над својом области. Међутим оваква политика изазивала је бес сељака и ражалованих самураја који су се све чешће бунили на свој статус.

## Политика
Престоница ове области је Хаги од чега долази и алтернативно име ове области (хана) Хаги хан (萩藩).
Област је остала под владавином Мори клана током трајања Едо периода. Постојала је политика да Шогун конфискује неки хан ако владајућа породица не успе да направи наследника али даимјои Мори породице су не само да су успели да обезбеде себи наследнике, већ су успели да развију четири споредне породице које ће водити четири одвојена дела Чошуа, сваки у свом хану:
- Ивакуни хан: са буџетом од 60.000 кокуа, који воде потомци Киккава Хироие.
- Чофу хан: са буџетом од 50.000 кокуа, који воде потомци Мори Хидемотоа.
- Токујама хан: са буџетом од 40.000 кокуа, који воде потомци Мори Наритакае.
- Кијосуе хан: са буџетом од 10.000 кокуа, који воде потомци Мори Мототомоа.

Током Едо периода, главна породица изумире 1707. године али их наслеђује породица из дела Чофу. Када је и она изумрла 1751, владавина је настављена преко породице Кијосуе.
Даимјо мори клана, са свим својим везама је задужен да води свој округ уз помоћ групе кароа („karō“) и старешина округа. Постоје два врста „кароа“ у округу Чошу: Наследни каро (обухвата породице које су тај ранг стекли) и каро који су стекли појединци и који не може да се наслеђује. Први, наследни обухвата чланове споредних породица Мори клана као што су Шишидо и Фукухара или генерале и саветнике попут Мазуде, Кучибе и Куниши.

У други тип кароа спадају самураји средње или ниже класе који су испољили велики таленат у економији или политици и промовисани су у карое од стране даимјоа. Један од таквих особа је и велики реформатор Мурата Сеифу.

## Листа даимјоа
- Мори клан (Тозама даимјо, финансирање: 369,000 кокуа) 1600–1871

1. Мори Терумото (Јап.毛利輝元) 1563–1623
2. Мори Хиденари (Јап.毛利秀就) 1623–1651
3. Мори Цунахиро (Јап.毛利綱広) 1651–1682
4. Мори Јошинари (Јап.毛利吉就) 1682–1694
5. Мори Јошихиро (Јап.毛利吉広) 1694–1707
6. Мори Јошимото (Јап.毛利吉元) 1707–1731
7. Мори Мунехиро (Јап.毛利宗広) 1731–1751
8. Мори Шигетака (Јап.毛利重就) 1751–1782
9. Мори Наручика (Јап.毛利治親)| 1782–1791
10. Мори Нарифуса (Јап.毛利斉房) 1791–1809
11. Мори Нарихиро (Јап.毛利斉熙) 1809–1824
12. Мори Наримото (Јап.毛利斉元) 1824–1836
13. Мори Нарито (Јап.毛利斉広)1836
14. Мори Такачика (Јап.毛利敬親) 1836–1869
15. Мори Мотонори (Јап.毛利元徳)1869–1871

## Познати људи из области Чошу
Средина Едо периода
- Мурата Сеифу (1783–1855), допринео „Темпо“ реформама.

Бакумацу период
- Јошида Шоин (1830–1859), познати учитељ многим реформаторима.
- Такасуги Шинсаку (1839–1867), оснивач Кихеитаиа.
- Киџима Матабеи (1817–1864), мајстор мача, учесник у Кинмон инциденту.
- Куниши Шинано (1842–1864), преузео одговорност за Кинамон инцидент и извршио сепуку.
- Кидо Такајоши (Кидо Коин познат и као Кацура Когоро) (1833–1877), Бакумацу реформер

Меиџи период
- Чошу петорка
  - Ито Шинсуке, касније Ито Хиробуми (1841–1909), први премијер Јапана
  - Иноуе Монта, касније Иноуе Каору (1836–1915), политичар
  - Јамао Јозо (1837–1917), инжињер и политичар
  - Ендо Кинсуке (1836–1893), политичар
  - Номура Јакичи, касније Иноуе Масару (1843–1910), "отац јапанске железнице"
- Јамагата Аритомо (1838–1922), премијер и фелдмаршал јапанске империјалне војске.
- Кацура Таро (1848–1913), генерал и три пута премијер Јапана.
- Тераучи Масатаке (1852–1919), филдмаршал у војсци и 18. премијер Јапана
- Танака Гиичи (1864–1929), генерал и 26. премијер Јапана
- Аоки Шузо (1844–1914), дипломата и министар спољних послова.
- Шинагава Јаџиро (1843–1900), министар унутрашњих послова
- Соне Арасуке (1849–1910), политичар, дипломата, министар.

Јапанска царска војска
- Омура Масуџиро (1824–1869), “Отац модерне јапанске војске”
- Ошима Јошимаса (1850–1926), Генерал империјалне јапанске војске током Први кинеско-јапански рат
- Ноги Маресуке (1849–1912), генерал војске, истакао се у Руско-јапанском рату.
- Муира Горо (1847–1926), генерал-пуковник
- Сакума Самата (1844–1915), генерал
- Кодама Гентаро (1852–1906), генерал и министар
- Ока Ичиносуке (1860–1916), генерал и министар рата у Првом светском рату.
- Арисака Нариакира (1852–1915), генерал-пуковник, проналазач Арисака пушке.

Јапанска царска морнарица
- Цубои Козо (1843–1898), адмирал јапанске морнарице
- Нашиба Токиоки (1850–1924), адмирал јапанске морнарице
- Аричи Шинаноџо (1843–1919), адмирал јапанске морнарице

Писци
- Иноуе Коичи (pen-name: Иноуе Кенкабо) (1870–1934), новинар и писац „сенрју“ поезије.

Предузетници
- Аикава Јошисуке (1880–1967) јапански предузетник, бизнисмен, политичар, први директор и оснивач корпорације „Nissan“ (1931–1945)